# Psi-Ops: The Mindgate Conspiracy
Psi-Ops: The Mindgate Conspiracy ist ein amerikanisches Videospiel aus dem Jahre 2004.

## Handlung
Trainiert vom Mindgate Departement der Regierung, hat der Spieler die Aufgabe eine Terrororganisation namens The Movement zu infiltrieren. Diese benutzt Gehirnwäsche dazu, Menschen zu willenlosen Tötungsmaschinen zu machen. Also lässt der Spieler sich entführen und wird ebenfalls einer solchen Gehirnwäsche unterzogen. Mit Hilfe eines weiteren Agenten wird man jedoch wieder „restauriert“ und beginnt nun die Organisation von innen zu zerschlagen.

## Spielprinzip
Vom Gameplay her ähnelt Psi-Ops stark dem im gleichen Jahr erschienenen Second Sight, mit dem Unterschied, dass Psi-Ops aufgrund der stärkeren Gewaltdarstellung an ein erwachseneres Publikum gerichtet ist und Ragdoll enthält. Neben Handfeuerwaffen kann der Spieler hier ebenfalls Psi-Kräfte einsetzen, die es ihm beispielsweise erlauben, Gegner oder Gegenstände per Telekinese in die Luft zu heben und durch die Gegend zu werfen, per Gedankenkontrolle feindliche Einheiten zu kontrollieren und sie Selbstmord begehen zu lassen oder mit Pyrokinese in Brand zu stecken. Auch hier müssen diese Kräfte zum Teil bei kleineren Rätseln eingesetzt werden, indem man sich mit Hilfe der Telekinese eine Treppe aus Kisten baut um eine Mauer zu überwinden oder ähnliches.